# Енні Лейбовіц
Енні Ле́йбовіц (англ. Annie Leibovitz; 2 жовтня 1949) — американська фотографиня-портретистка.
Народилась у Вотербері, штат Коннектикут, у єврейській родині. 1970 року вперше опублікувала свої роботи у журналі «Rolling Stone». Випускниця Інституту мистецтв Сан-Франциско (1971). Головний фотограф «Rolling Stone» (1973—1983), фотограф-портретист журналу «Vanity Fair» (1983—1990). Зазнала впливу Анрі Картьє-Брессона та Роберта Франка. 1975 року фотографувала гурт Rolling Stones під час їхнього світового турне. 1985 році знімала чемпіонат світу з футболу у Мексиці. 1990 відкрила власну фотостудію в Нью-Йорку. Учасниця численних фотовиставок, авторка 5 фотоальбомів — «Photographs», «Photographs 1970—1990», «American Olympians», «Women», та «American Music». Заснувала Шведський музей фотографії в Стокгольмі.
У липні 2022 року в Києві працювала над завданням «Vogue» — зняти портрети Олени Зеленської для обкладинки журналу.

## Особисте життя
Енні Лейбовіц має гомосексуальні нахили. 15 років вона перебувала у романтичних стосунках з письменницею Сьюзен Зонтаґ.
У Лейбовіц троє доньок. Вона народила свою першу, Сару Кемерон Лейбовіц, у жовтні 2001 року, коли їй було 52 роки. Дівчатка-близнючки Сьюзен та Самуель народилися від сурогатної матері у травні 2005 року.